# Seimsdalen
Seimsdalen is een plaats in de Noorse gemeente Årdal, provincie Vestland. Seimsdalen telt 422 inwoners (2007) en heeft een oppervlakte van 0,3 km².